# Palacia y Lorenza

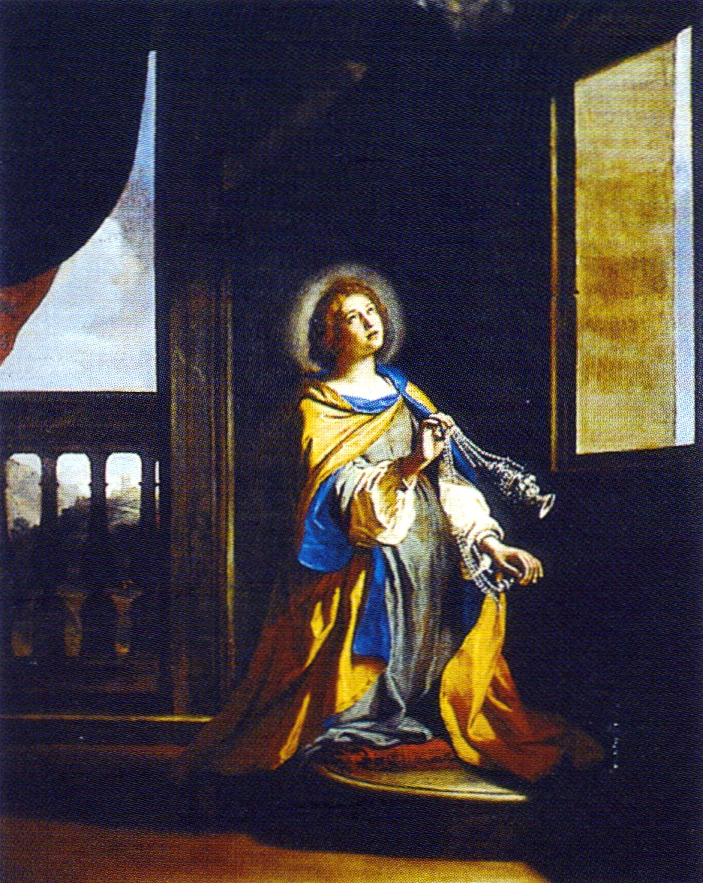
Guercino - Santa Palacia

Palacia y Lorenza (en italiano: Sante Palazia e Laurenzia, Lorenza) (fallecidas en 302 d. C.) son mártires veneradas por las iglesias católica romana y  ortodoxa bizantina. Según la tradición, Palatias o Palacia era una aristócrata romana que fue convertida al cristianismo por su nodriza o esclava Lorenza. Fueron ejecutadas por ser cristianas en Fermo, en la actual Italia, durante el reinado de Diocleciano.
El relato de su vida y martirio se conservó en un antiguo manuscrito de Ancona de fecha incierta y en otro conservado por la Biblioteca Vallicelliana de Roma.  Los relatos contienen muchos detalles legendarios, con tropos que se encuentran en las vitai de otras santas vírgenes, como Santa Cristina,  Santa Bárbara y Santa Victoria.
Mario Natalucci cree que es posible que las dos santas fueran naturales de Ancona y martirizadas durante las persecuciones de Diocleciano, y sus reliquias llevadas a esa ciudad. Su culto se difundió en Piceno, en lugares como Fermo, Osimo y Camerino, y en Ancona aparece el nombre de "Palazia" en antiguos textos litúrgicos y estatuas suyas a partir del siglo XI.
En su honor se construyeron una iglesia y un monasterio.  Sus reliquias fueron recogidas en una pequeña urna de bronce, de imitación  berniniana, donada a la catedral de Ancona por el papa Benedicto XIV, que había sido obispo de esa ciudad.
La Santa Palazia de Guercino se conserva en la Pinacoteca Civica Francesco Podesti, en Ancona.